# Johann Friedrich Alberti
Johann Friedrich Alberti (Tönning (Sleeswijk) 11 januari 1642 - Merseburg 14 juni 1710) was een Duitse organist en componist. 
Zijn opleiding kreeg hij in Leipzig bij Werner Fabricius en in Dresden bij Vincenzo Albrici. Daarna werkte hij als organist van de Dom van Merseburg tot hij dat in 1698 niet meer kon door een verlamming van zijn rechterhand ten gevolge van een herseninfarct.
Als vervanger werd toen zijn leerling Georg Friedrich Kauffmann benoemd, die na Albertis dood zijn opvolger als vorstelijk Saksisch-Merseburgerische hof- en dom organist aan het hof van hertog Moritz Wilhelm en van de Merseburger dom werd.
Alberti schiep choraalvoorspelen en bewerkingen en verschillende religieuze gezangen.